# Василакос, Харилаос
Хари́лаос Васила́кос (греч. Χαρίλαος Βασιλάκος; 1877, Пасаламани — 1969) — греческий легкоатлет, серебряный призёр в марафоне на летних Олимпийских играх 1896.
Василакос, вместе с другими 16 спортсменами, участвовал в марафонской гонке 10 апреля. По ходу забега он не был в числе лидеров, однако когда они стали сходить с дистанции, он занял одну из лидирующих позиций. Но он всё же уступил своему соотечественнику Спиридону Луису, который стал победителем, а сам Василакос занял второе место.
Затем Василакос работал таможенником в Афинах, где и умер в 1969 году.